# Woodlake, Kalifornien
Woodlake är en stad (city) i Tulare County, i delstaten Kalifornien, USA. Enligt United States Census Bureau har staden en folkmängd på 7 397 invånare (2011) och en landarea på 5,8 km².